# Acarospora succedens
Acarospora succedens är en lavart som beskrevs av Hugo Magnusson. Acarospora succedens ingår i släktet Acarospora och familjen Acarosporaceae.   Inga underarter finns listade i Catalogue of Life.